# 羅馬女神

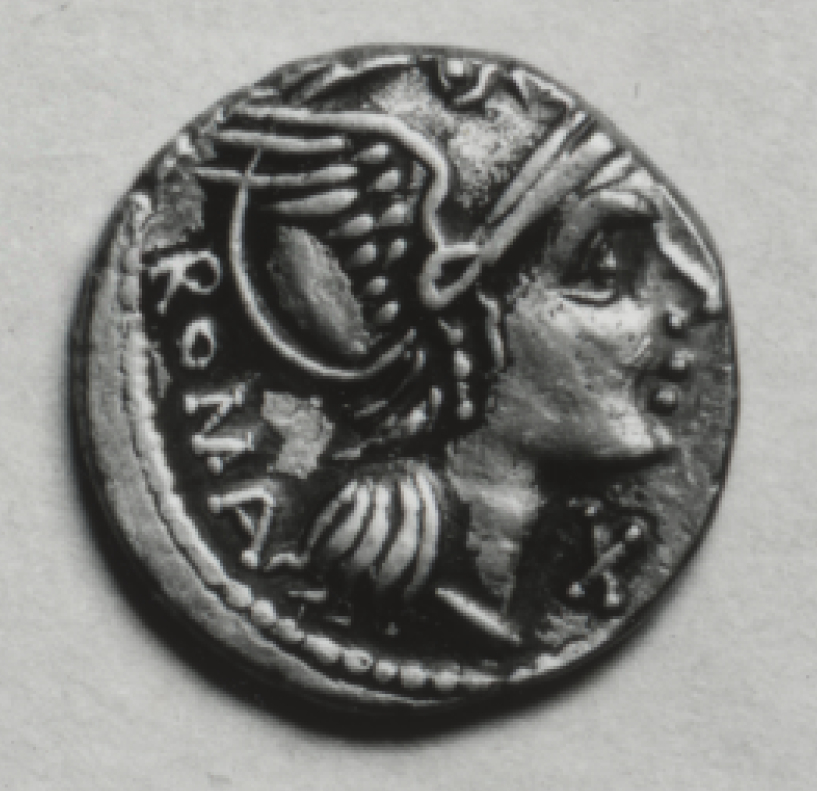
第纳里乌斯統治時期一刻有羅馬女神形象的钱币

羅馬女神是在古羅馬宗教中的一位代表罗马城的女性神。古羅馬時期的硬币、雕塑以及建筑上都能看到羅馬女神。罗马女神的形象与其他女神有些類似，例如罗马的弥涅耳瓦、希腊女神雅典娜以及堤喀。在罗马帝國哈德良皇帝統治時期，羅馬帝國當局为羅馬女神建造了一座規模龐大的维纳斯和罗马神庙。